# Telebasis corallina
Telebasis corallina е вид водно конче от семейство Coenagrionidae. Видът не е застрашен от изчезване.

## Разпространение
Разпространен е в Бразилия, Венецуела, Гваделупа, Доминика, Коста Рика и Тринидад и Тобаго.